# الوهم الكبير (فلم)
الوهم الكبير (بالإنجليزية: Grand Illusion، بالفرنسية: La Grande Illusion)، فيلم فرنسي من إنتاج عام 1937، أخرجه جان رينوار، وقد تشارك في كتابة السيناريو مع تشارلز سباك. تتحدث القصة عن العلاقات بين مجموعة من الضباط الفرنسيين الذين يؤسرون خلال الحرب العالمية الأولى وكانوا يخططون للهرب. أًخذ عنوان الفيلم من كتاب الوهم الكبير لمؤلفه الخبير الاقتصادي البريطاني نورمان إنجيل والذي ناقش فيه عدم جدوى الحرب بسبب المصالح الاقتصادية المشتركة لجميع الدول الأوروبية. يوضّح الفيلم النزعة الإنسانية للشخصيات من الجنسيات المختلفة.
يعتبر الفيلم بنظر النقاد والمؤرخين أحد روائع السينما الفرنسية، كما اعتبر أحد أعظم الأفلام التي أنتجت على الإطلاق في تاريخ السينما العالمية. عام 2010، اختارته مجلة إمباير في المرتبة 35 من بين أفضل 100 فيلم سينمائي عالمي</

## أحداث الفيلم
أثناء الحرب العالمية الأولى، شرع كل من الطيار الفرنسي الاستقراطي الكابتن «دو بويلديو» (لعب دوره الممثل بيير فرينسناي") والملازم مارشال من الطبقة العاملة (لعب دوره جان غابين) في رحلة لدراسة موقع بقعة ضبابية كانت قد ظهرت على الصور أثناء مهمة استطلاع جوي أجرياها مسبقاً. تعرضا لإطلاق نار من قبل الطيار الألماني والنقيب الاستقراطي «فون راوفينشتاين» (لعب دوره الممثل إريك فون شتروهايم). أرسل فون راوفينشتاين بعد عودته إلى القاعدة مساعده لمعرفة ما إذا كان الطيارون من الضباط ودعوتهم على الغداء. أثناء الغداء، يكتشف «فون راوفينشتاين» و«دو بويلديو» أن لديهما معارف مشتركين؛ وكان هذا تصويراً للألفة والتضامن بين الطبقات العليا التي تعبر الحدود الوطنية.
يتم نقل «دو بويلديو» و«مارشال» إلى معسكر أسرى الحرب حيث يلتقيان بمجموعة منوعة من السجناء الفرنسيين. يقومون بأداء مسرحي بعد سقوط قلعة دومونت بأيدي الألمان في معركة فيردان. أثناءالعرض، تتنامى إلى مسامعهم أن الفرنسيين قد استعادوا السيطرة على القلعة. فيقاطع «مارشال» العرض، وينفجر السجناء الفرنسيون مرددين النشيد الوطني الفرنسي «لامارسييز» بطريقة عفوية. كانت نتيجة العرض أن وضع مارشال في الحبس الانفرادي حيث عانى بشدة من الجوع ومن عدم التواصل مع البشر. ومن المفارقات أن أمر القلعة يؤول إلى الفرنسيين أثناء سجنه. يساعد مارشال و«دو بويلديو» زملاءهما السجناء الفرنسيين في حفر نفق للهروب. يُجلب أسير بريطاني للمعسكر، لكن مارشال لا يستطيع أن يخبره شيئاً عن النفق بسبب حاجز اللغة. لكن يتم نقل الجميع إلى معسكر آخر قبيل انتهاء أعمال الحفر.
ينتقل مارشال و«دو بويلديو» من معسكر إلى آخر، حتى يصلا أخيراً إلى وينترسبورن، وهو سجن جبلي المسؤول عنه هو «فون راوفينشتاين»، والذي كان أصيب في إحدى المعارك إصابة بليغة فتمت ترقيته كمدير للسجن. فون راوفينشتاين يخبر السجينين أن سجنه محصن ضد الهرب.
في سجن وينترزبورن، يلتقي الصديقان سجيناً يدعى «روزينتال» (أدى دوره الممثل مارسيل داليو)، وهو زميل سابق لهما في المعسكر السابق. كان روزينتال ثرياً فرنسياً يهودياً، كان كريماً إذ يتقاسم معهما رزم الطعام التي تصله. تخطر على بال «دو بويلديو» فكرة، فقد كان يراقب كيف يتجاوب الحراس الألمان مع حالات الطوارئ. يتطوع «دو بويلديو» لإشغال الحراس لبضع دقائق ما يتيح الفرصة أمام مارشال وروزينتاب للهرب. يحدث الحراس جلبة يصدر على إثرها أمر بالتجمع في باحة السجن. في تلك الأثناء، يختفي «دو بويلديو». فيختبأ أعلى القلعة بحيث يصعب على الحراس العثور عليه. يستغل مارشال وروزينتال الفرصة ويهربان من خلال نافذة صغيرة.
يأمر «فون راوفينشتاين» الحراس بوقف إطلاق النار على «دو بويلديو» ويتوسل إليه أن يسلّم نفسه. يرفض «دو بويلديو» الطلب، فيطلق عليه «فون راوفينشتاين» النار مكرهاً ويصيبه في معدته (على الرغم من أنه كان يطلق على أرجله). يعتني «فون راوفينشتاين» بالمصاب وهو يشعر بالندم الشديد. يعرب «دو بويلديو» عن أسفه الشديد لأن فائدته للمجتمع كأرستقراطي ستنتهي بانتهاء الحرب. كما يرثو لحال «فون راوفينشتاين» الذي سيتعيّن عليه أن يجد هدفاً جديداً للنظام الاجتماعي الجديد الناشئ.
يهرب مارشال وروزينتال عبر الأرياف الألمانية أملاً في الوصول إلى الحدود السويسرية. يجرح روزنتال قدمة ما يبطئ المسير. يدب الخلاف بينهما وينفصلان، لكن مارشال يعود أدراجه لمساعدة رفيقه. يلجأن إلى سقيفة تعود لمزارعة ألمانية اسمها «إلسا» (أدت دورها الممثلة (ديتا بارلو). كانت إلسا قد فقد زوجها وثلاثة من أشقائها في معارك، كانت تصفها بالانتصارات العظيمة. تساعد إلسا الهاربين ولا تشي بهما لدورية عابرة تابعة للجيش الألماني. يقع مارشال في حب إلسا، لكنه سرعان ما يغادر مع رفيقة بعد شفائه. يعد مارشال إلسا بالعودة لأجلها وأجل ابنتها «لوت» بعد الحرب.
تشاهد دورية ألمانية الهاربين يعبران وادياً مغطى بالثلوج. وعلى الرغم من أن الجنود يطلقون النار باتجاههما، إلا أنهما ينجحان في عبور الحدود. عليهما. كانت تلك آخر لقطة لهما في الفيلم، إذ تبقى آثار أقدامهما واضحة على الثلوج، إلا أن مستقبلهما بقي غامضاً.

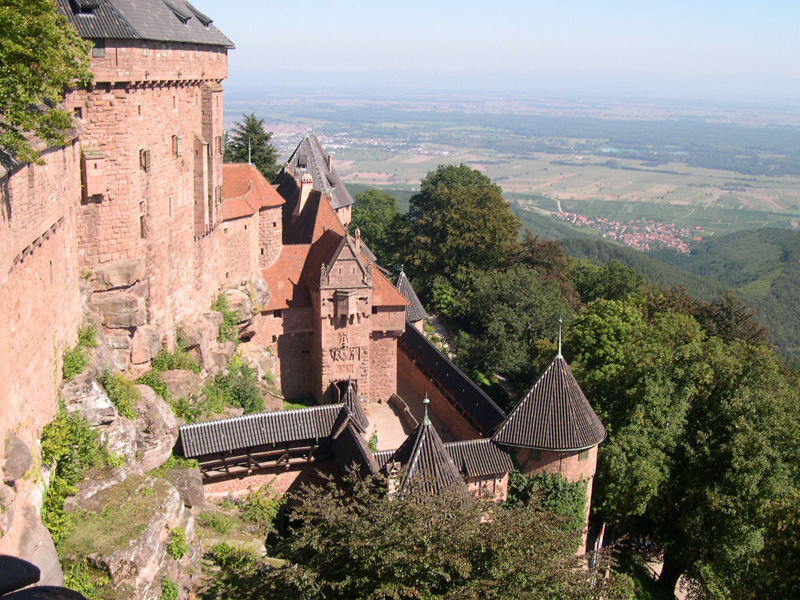
قلعة دو أوت كوينغسبورغ، وقد ظهرت في الفيلم

## طاقم العمل
- جان غابين، بدور الملازم الفرنسي مارشال، وهو ذو خلفية اجتماعية متوسطة.
- مارسيل داليو، بدور الملازم الفرنسي روزنتال، وهو ثري من أصل يهودي.
- بيير فرنسناي، بدور النقيب دو بويليديو، وهو ضابط فرنسي عادي، لكنه ينتمي للطبقة الارستقراطية.
- إريك فون ستروهايم، بدور النقيب (ثم أصبح برتبة رائد) فون راوفينشتاين، ضابط ألماني وينتمي للطبقة الارستقراطية.
- ديتا بارلو، بدور إلسا، الأرملة الألمانية صاحبة المزرعة.
- جوليان كاريت، بدور كارتير
- غاستون مودوت، بدور مهندس
- جورجي بيرسليت، بدور ضابط

## روابط خارجية
- الوهم الكبير على موقع IMDb (الإنجليزية)
- الوهم الكبير على موقع الموسوعة البريطانية (الإنجليزية)
- الوهم الكبير على موقع روتن توميتوز (الإنجليزية)
- الوهم الكبير على موقع نتفليكس (الإنجليزية)
- الوهم الكبير على موقع ألو سيني (الفرنسية)
- الوهم الكبير على موقع Turner Classic Movies (الإنجليزية)
- الوهم الكبير على موقع أول موفي (الإنجليزية)
- الوهم الكبير على موقع فيلمافينيتي (الإسبانية)
- الوهم الكبير على موقع قاعدة بيانات الأفلام السويدية (السويدية)
- الوهم الكبير على موقع قاعدة بيانات الفيلم (الإنجليزية)
- كويي، بيتر «الوهم الكبير»، مقالة منوعة